# Minhas Fábulas de Esopo
The Orchard Book of Aesop’s Fables (publicado no Brasil como Minhas Fábulas de Esopo) é um livro do autor Michael Morpurgo, que selecionou 21 fábulas de Esopo e as recontou a seu modo. Ilustradas, elas compõem um livro que serve como uma introdução para as crianças às fábulas escritas há mais de dois mil e seiscentos anos.

## Enredo

### A Esopo do Michael, com Gratidão
A fábula A Esopo do Michael, com Gratidão trata-se um leão que não caçava pois estava velho e triste por ficar sozinho, morando na caverna. Os outros animais não respeitavam o leão.
Em uma manhã, um menino lê um livro e o leão se interessa para saber o que acontece. Na realidade, o menino está contando a história do leão, e diz que apenas o leão poderia mudar seu destino. Michael, o menino vai embora deixando o livro com o leão.
No outro dia o leão rugi, o que chama a atenção de todos os animais. Os bichos vão até ele, e o leão conta as histórias do livro. Todos os bichos adormecem, e o leão come todos eles.
Moral da história: Uma história é gostosa como um banquete, mas não vá dormir se quem conta é um leão.

### O Leão e o Ratinho
Em uma tarde, o leão estava cochilando quando um ratinho sobe em seu nariz acordando o leão furioso e pega o ratinho. O ratinho se lamenta ao leão dizendo que nunca mais iria fazer isso de novo, e que um dia iria retribuir o favor do leão o soltar.
O tempo foi passando e sem demorar muito o ratinho vê o leão todo enroscado em uma corda louco para ser solto. Foi então que o ratinho de palavra foi o ajudar. Logo o ratinho começa a roer uma corda de cada vez até o leão se soltar. O leão ficou surpreso por uma criaturinha conseguir libertar o Rei dos Animais.  O ratinho todo orgulhoso de si mesmo vai embora.
Moral da história: Mais vale a generosidade e o caráter do que a força.

### A Lebre e a Tartaruga
Em um belo dia a lebre e a tartaruga se deparam voltando para casa e a tartaruga por ser um animal que se locomove mais devagar a lebre começa a zombar. A raposa concorda com a tartaruga ao ela dizer que mais cedo ou  mais tarde chegaria.
A tartaruga cheia das zoeiras da lebre diz a ela se topa apostar uma corrida. E ela logo topa. A raposa apita (1, 2, ,3 e JÁ) a lebre faz uma largado onde nem da mais para vê-la. E a tartaruga em seu ritmo lento de ser. Se passa um tempo e a lebre se encosta em uma árvore para descansar.
A tartaruga em seu próprio ritmo passa a lebre chegando no destino. Uma mosca pouca na ponta do nariz da lebre o fazendo acorda em um espanto. Ela se lembra da corrida e vai correndo para o rio que era o lugar combinado ao ver a tartaruga bebendo água a lebre muito triste volta para casa de cabeça baixa e a raposa volta para casa também cheia das gargalhadas.
Moral da história: A rapidez não é tudo. Há muitas outras formas de vencer.